# Carl Mundt
Carl Emil Mundt (4. april 1802 i København – 22. december 1873 på Frederiksberg) var en dansk matematiker og politiker, bror til J.H. Mundt og far til Emilie Mundt.

## Karriere
Han var søn af guldsmed Philip Mundt (1740-1804) og Mette Christiane f. Winther (1757-1827), blev student 1821 fra Metropolitanskolen og tog, efter i 1825-26 at have gjort en rejse til England med sin broder J.H. Mundt, i 1829 teologisk embedseksamen. 1842 erhvervede han magistergraden for en afhandling om den nøjagtighed, hvormed størrelser kunne bestemmes ved tabeller, og i 1843 konstitueredes han som lektor i matematik ved Sorø Akademi. Ved dettes omdannelse 1849 entledigedes han med pension under navn af ventepenge og med titel af professor. Samme år optoges han som medlem af Videnskabernes Selskab. Nogle år efter forlod han Sorø og levede dernæst på Frederiksberg indtil sin død, 22. december 1873. I løbet af denne tid havde han en væsentlig del i tilsynet med realskolerne. 1869 blev han Ridder af Dannebrog.

## Politiker
I 1848 valgtes Mundt i Sorøkredsen til medlem af Den Grundlovgivende Rigsforsamling, til hvis højre centrum han hørte, 1851 og 1852 valgte Folketinget ham til statsrevisor. I 1854 valgtes han til landstingsmand for København og deltog i to samlinger, men genvalgtes ikke ved omvalget i 1855.

## Videnskabsmand
Mundts udgivne videnskabelige arbejder indskrænke sig til hans doktorafhandling og et indbydelsesskrift i Sorø 1848 om den pistorske refleksionscirkel. Større betydning havde hans virksomhed som forfatter af lærebøger, i hvilke stoffet behandles på en meget selvstændig måde, og som udmærke sig ved en fremstilling, der i høj grad forener simpelhed og forståelighed med nøjagtighed. Dette gælder først om hans elementære plangeometri (1838) og hans ledetråd ved regneundervisningen (1839), som begge er udkommet endnu tre gange, den første i 2. udgave (1851) forbunden med en elementær stereometri. De samme gode egenskaber gjorde det muligt i den Madvigske skoleplans dage med held at benytte hans omfattende og stofrige lærebog i astronomien (1855) i de lærde skoler; senere måtte den afløses af den langt mindre Grundtræk af Astronomien (1859). Mundt har desuden udgivet lærebøger i trigonometri (1857) og algebra (1873).
Mundt blev gift 3. august 1833 i Bromme med Caroline (Amalie) Jørgensen (4. november 1808 i Bromme – 31. januar 1845 i Sorø), datter af møller Hans Henrik Jørgensen (1772-1828) og Sophie Frederikke Pedersen (1776-1832).
Carl Mundt er begravet på Sorø Gamle Kirkegård. Han er gengivet i et portrætmaleri af August Jerndorff (1871, familieeje) og i en tegning af Emilie Mundt.